# エリカ・バドゥ
エリカ・アビー・ライト（英語: Erica Abi Wright、1971年2月26日 - ）は、エリカ・バドゥ（英語: Erykah Badu）の名で知られるアメリカ合衆国テキサス州ダラス出身のミュージシャン。ヒップホップやR&Bにジャズを融合させたスタイル、ネオ・ソウルで知られている。

## 略歴

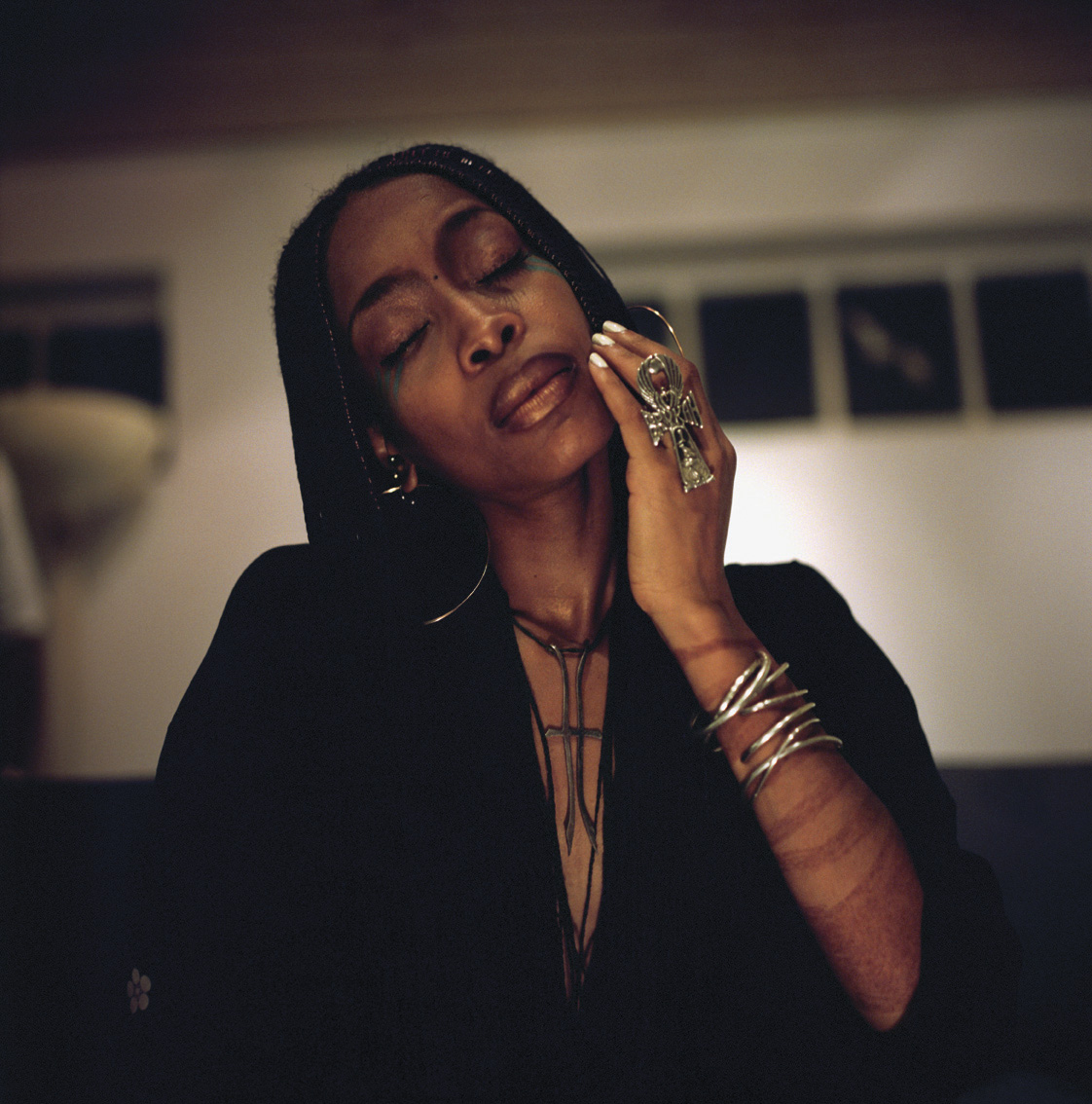
Erykah Badu（2002年）

映画を学ぶ為にルイジアナ州の歴史的黒人大学であるグランブリング州立大学に通った。その後完全に音楽へ集中する為に大学を辞め、サウス・ダラス文化センターで子どもに演劇・ダンスを教えたりと、いくつか仕事を掛け持ちした。
1997年2月にデビュー・アルバム『バドゥイズム』(Baduizm)発表。全米2位の大ヒットとなり、第40回グラミー賞（最優秀R&Bアルバム賞および最優秀女性R&Bボーカル・パフォーマンス賞）や、ソウル・トレイン・ミュージック・アワードのR&B/ソウル・アルバム（女性）部門等を受賞する。
2004年から2005年にかけて日本の歌手のMISIAとコラボレートし、「Everything」をカバーしたり、MISIAのアルバム『MARS&ROSES』に参加。また愛知万博でジョイントライブを行った。
2006年には「ブラック・アイド・ピーズ」のウィル・アイ・アムとともに、セルジオ・メンデスのアルバム『Timeless』への楽曲提供を行った。また、音楽のみならず俳優として『サイダーハウス・ルール』や『ブルース・ブラザース2000』などの映画にも出演している。
2010年には5作目のアルバム『New Amerykah Part Two (Return of the Ankh)』をリリースし、批評家から絶賛を受けた。

## 音楽性

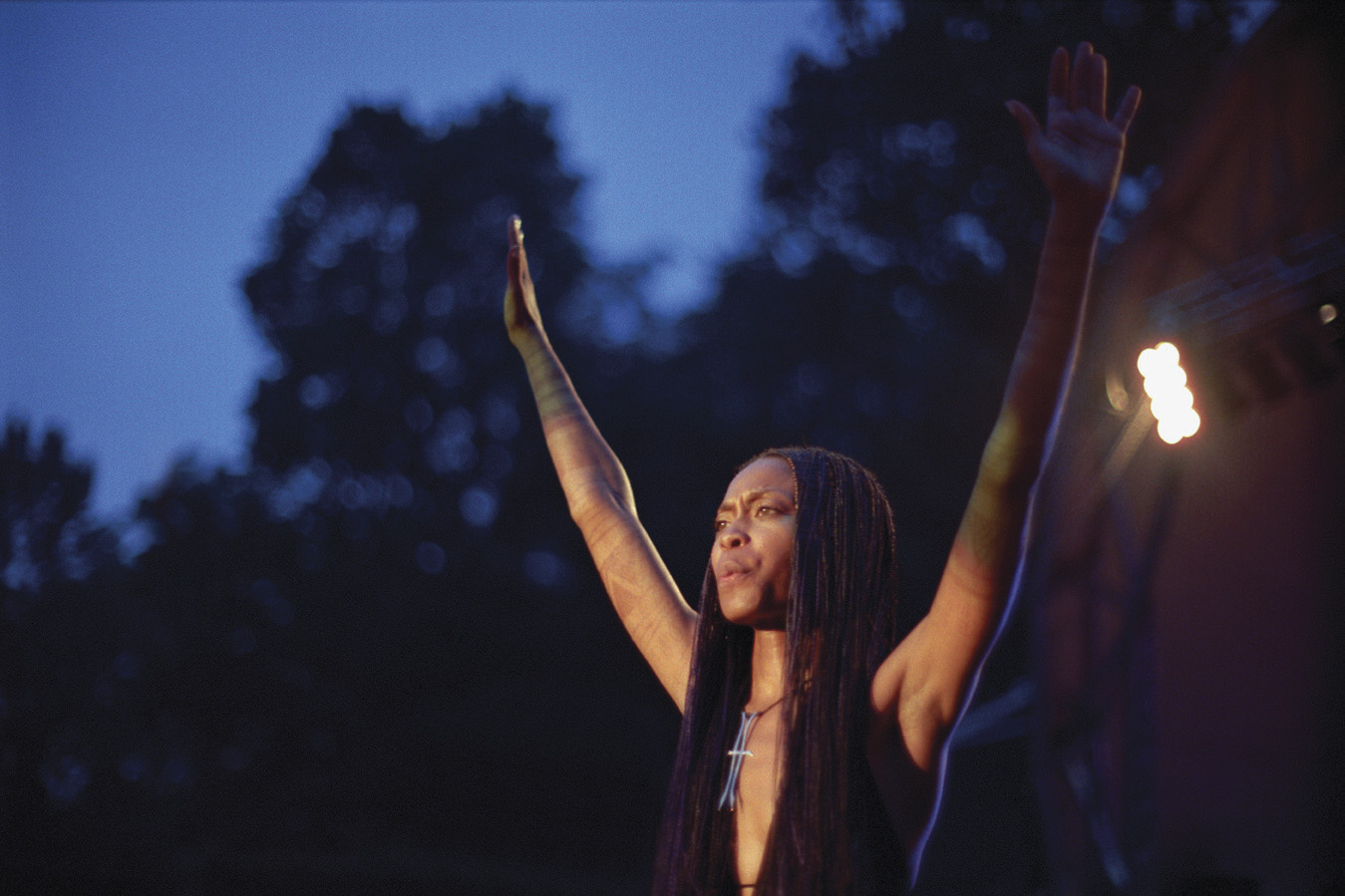
Erykah Baduのパフォーマンス（2002年）

エリカ・バドゥの音楽はマックスウェルやディアンジェロらと共にネオ・ソウル（ニュー・ソウル - Nu soul）と呼ばれることもあり、詩の面ではビリー・ホリデイに例えられることがあるがエリカ・バドゥはビリー・ホリデイを一度も聞いた事がないと語っている。またルーツ・ロック（レゲエ）のバーニング・スピアと共演するなど、音楽的バックグラウンドは非常に豊富である。都会的感性できわめて深い自己内面や、世の中の不条理（crazy worldという言葉でそれを表現）を歌ったエリカ・バドゥの詩は、聴く者に感情的な葛藤をもたらすことが多いとされる。

## 人物

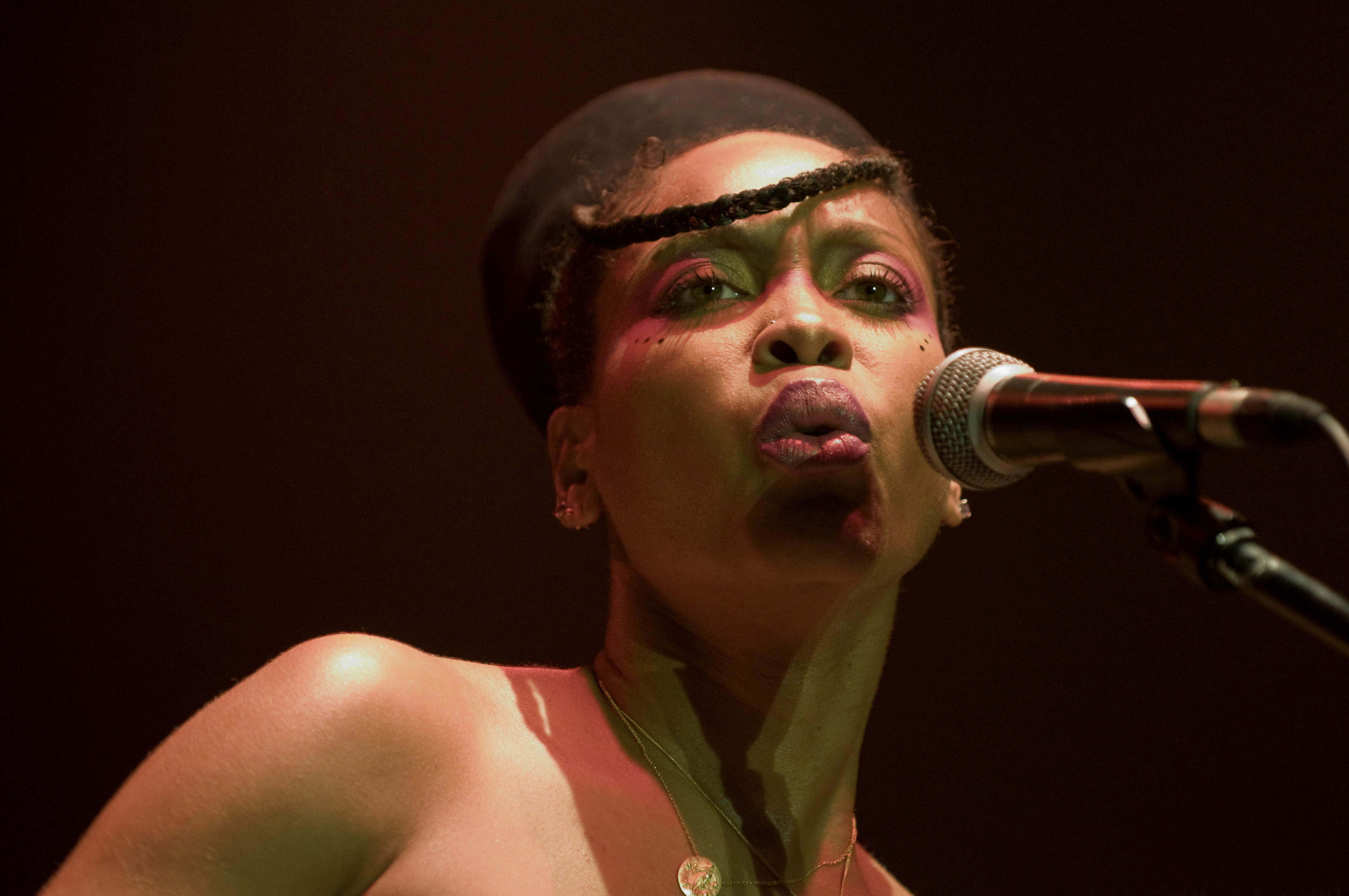
ライブでのErykah Badu（2010年）

### 家族
1998年にアウトキャストのアンドレ3000との間に息子が生まれている。また、2005年にはラッパーのThe D.O.C.との間に娘が生まれたと報道された。2009年にはラッパーのジェイ・エレクトロニカとの間に娘が生まれた。

### 事件
2010年、「ウィンドウ・シート」のミュージックビデオの撮影で、ジョン・F・ケネディが1963年に暗殺された現場で全裸になるという内容の撮影を行い、ダラス警察から訴追された。

### 慈善活動
故郷のサウス・ダラスでは、貧困家庭などの子供たちにもチャンスを与える為の慈善団体をつくった。音楽、ダンス、映画、ヴィジュアル・アートを通して、インナーシティ地域の子供や若者の能力を開発させてゆく趣旨を持った非営利団体である。

## ディスコグラフィ

### スタジオ・アルバム
- 『バドゥイズム』 - Baduizm (1997年)
- 『ママズ・ガン』 - Mama's Gun (2000年)
- 『ワールドワイド・アンダーグランド』 - Worldwide Underground (2003年)
- 『ニュー・アメリカ・パート1 (第4次世界大戦)』 - New Amerykah Part One (4th World War) (2008年)
- 『ニュー・アメリカ・パート2 (リターン・オブ・ザ・アンク)』 - New Amerykah Part Two (Return of the Ankh) (2010年)

### ライブ・アルバム
- 『ライヴ』 - Live (1997年)

### ミックステープ
- Feel Better World! ... Love, Ms. Badu (2015年) ※Various Artists
- But You Caint Use My Phone (2015年)[16]

## 日本公演
- 2000年

11月14日 横浜ベイホール、15日 大阪MOTHER HALL、18日 Zepp Fukuoka、19日,20日 恵比寿ガーデンホール
- 2005年 Misia & Erykah Badu feat.

3月31日 愛知万博・長久手会場EXPOドーム
- 2005年 Japan Tour 2005

4月1日,2日 新木場STUDIO COAST、3日 なんばHatch
- 2006年

4月1日 大阪城ホール(Springroove 06)、2日 幕張メッセ(Springroove 06)
- 2010年

4月16日 Zepp東京、17日 横浜ベイホール
- 2014年

9月20日 幕張海浜公園 StarFes.’14 特設会場（千葉県千葉市）、(StarFes.’14)
- 2017年

10月1日,2日,3日,12日 東京 Billboard Live、10月7日 東京(Tokyo Soul Camp Fest)、10月9日,10日　大阪 Billboard Live